# Irisina
L'irisina è un ormone, identificato dai ricercatori della Harvard Medical School, che può replicare alcuni degli effetti positivi dell'attività fisica e della dieta. Prodotta in grande quantità dal tessuto muscolare umano durante le attività sportive, la molecola è in grado di operare il meccanismo molecolare detto "browning", ovvero di conversione della cellula adiposa bianca in cellula adiposa bruna.
Pare inoltre coinvolta nell'aumento della densità minerale ossea dell'osso corticale in topi maschi, nell'aumento della funzione endoteliale nell'obesità e nel diabete mellito di tipo 2 e nell'angiogenesi.